# Trident (raketa)

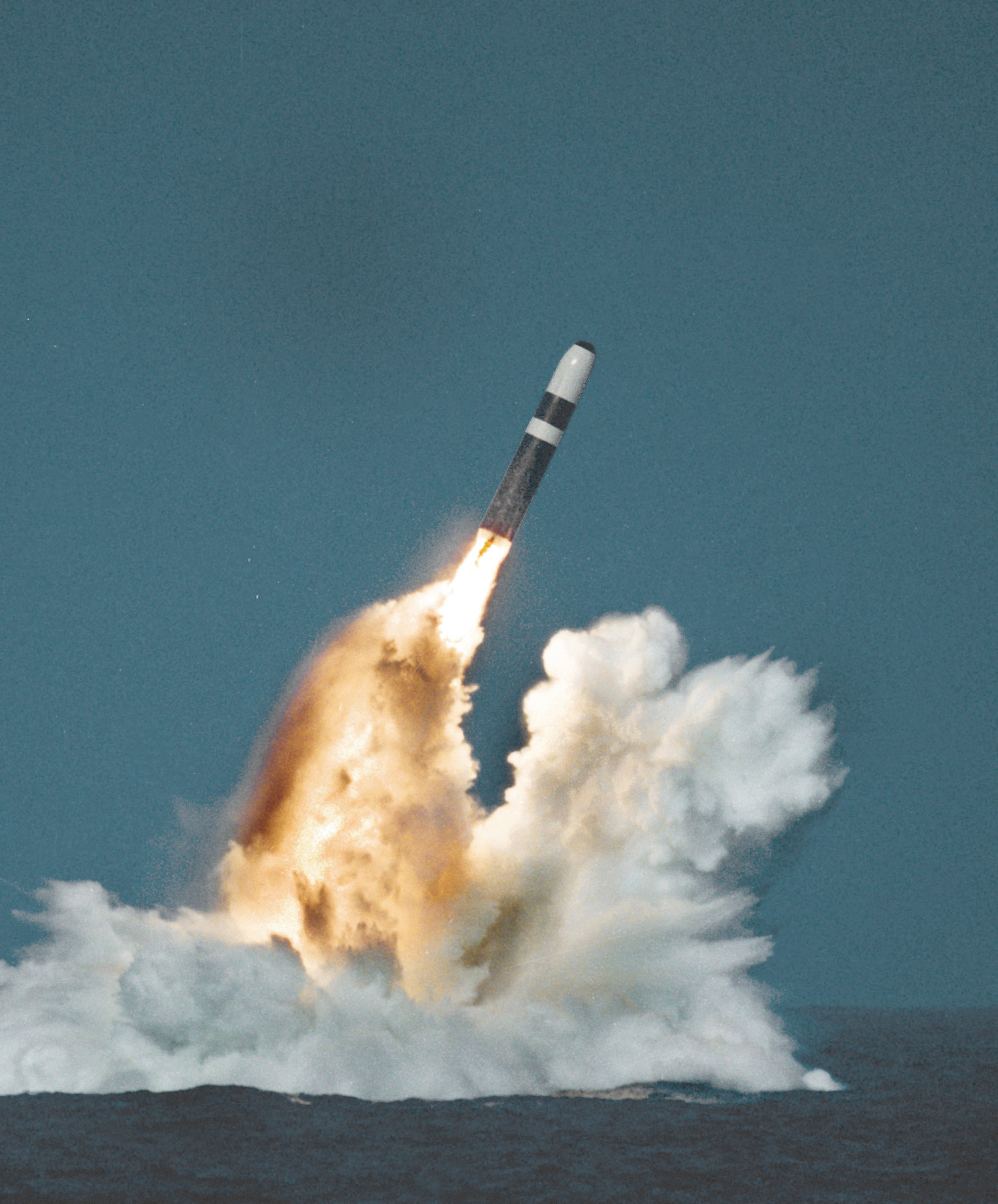
Start rakety Trident II (D-5)

Raketa Trident je z ponorky odpalovaná balistická raketa (SLBM), nesoucí jaderné hlavice. Navrhla ji americká společnost Lockheed Martin Space Systems. Existuje ve dvou variantách – UGM-96 Trident I a UGM-133 Trident II. Rakety Trident jsou součástí výzbroje čtrnácti aktivních amerických jaderných raketových ponorek třídy Ohio a čtyř britských ponorek třídy Vanguard.

## Popis
Start rakety probíhá vždy z ponořené ponorky. Před startem je trubice s raketou zaplavena vodou, malá výbušnina na dně trubice pak způsobí vypaření vody a prudký nárůst tlaku. Tlakový ráz je dostatečný k vystřelení rakety z trubice takovou rychlostí, aby setrvačné síly dokázaly vynést raketu celým objemem nad hladinu. Inerciální senzory zaznamenají klesající zrychlení po vynoření rakety a nastartují první raketový stupeň. Samotné tělo rakety je natlakováno dusíkem, aby se během první fáze startu zabránilo průniku vody, která by mohla raketu poškodit nebo narušit její vyvážení.
Trident má tři raketové stupně na tuhé palivo. Dolet je ještě zvýšen použitím teleskopického aerodynamického hrotu, který je vysunut během první urychlovací fáze. Během třetího raketového stupně, zhruba dvě minuty po startu, už Trident dosahuje rychlosti 6000 m/s.
Trident používá pro korekce dráhy inerciální naváděcí systém, doplněný pak optickou kontrolou hvězdného pole v orbitální části dráhy. Některé testovací varianty obsahovaly také GPS, nepočítá se však s tím, že by GPS zůstal ve skutečné jaderné válce operabilní.
Po dokončení posledních korekcí dráhy jsou uvolněny nezávislé návratové moduly s hlavicemi a také klamné cíle. Konkrétní podrobnosti této fáze jsou utajeny. Každý návratový modul je pak schopen v okruhu dosahu zasáhnout nezávislý cíl. Moduly, vstupující do atmosféry se značným násobkem rychlosti zvuku, za sebou zanechávají dobře viditelné stopy dráhy, někdy označované jako prsty Boha.

## Konvenční varianta Tridentu
V roce 2006 Pentagon představil návrh programu pro konvenční modifikaci raket Trident jako součást dlouhodobé strategie vývoje globálních zbraní rychlého úderu.
Program měl umožnit přestavbu existující varianty D5 v konvenční zbraň výměnou jaderných hlavic za upravené návratové moduly Mk4. Ty měly být vybaveny GPS navigací a systémy pro korekci dráhy návratu, což by zvýšilo přesnost dopadu na 10 metrů. Moduly neměly používat výbušniny, pro výsledný efekt zbraně měla plně postačovat kinetická energie. Druhou variantou měla být tříštivá hlavice obsahující tisíce wolframových prutů, schopná zlikvidovat nepřátelské síly na ploše přibližně tří set čtverečních metrů.
Hlavní nedostatek programu byla nemožnost ostatních jaderných velmocí jednoduše rozlišit konvenční a jaderné balistické rakety. I pro tyto důvody byl program zamítnut. Ruský prezident Vladimir Putin v květnu 2006 varoval před hrozícím zvýšením nebezpečí nechtěné jaderné války. "Odpálení takové rakety by mohlo ... vyprovokovat totální protiúder strategických jaderných sil."